# Asclepias connivens
Asclepias connivens är en oleanderväxtart som beskrevs av Baldw. och Ell.. Asclepias connivens ingår i släktet sidenörter, och familjen oleanderväxter. Inga underarter finns listade i Catalogue of Life.